# Zapateado
Zapateado eller zapateo är en spansk dans med kraftiga stampningar som ackompanjemang till sång, gitarr och klappar (palmas) i olika rytmer. Ordet kan också syfta på själva stampningarna, eller på sången i en sådan dans.